# Piccole grandi bugie
Piccole grandi bugie (Big Little Lies) è un romanzo del 2014 scritto da  Liane Moriarty. Il libro viene pubblicato nel giugno 2014 da Penguin Publishing.

## Trama
Jane, una madre single, è diretta verso Pirriwee Public School, dove suo figlio Ziggy inizia l'asilo. Lungo la strada, incontra Madeline, un'altra madre con una figlia della stessa età. L'amica di Madeline, Celeste, sta accompagnando i suoi figli gemelli, Max e Josh, a scuola. Le due stringono un'amicizia con Jane. Tutte e tre hanno le loro problematiche: Madeline è contraria al fatto che la figlia dal suo precedente matrimonio stia crescendo vicino alla nuova moglie del suo ex-marito, Bonnie. Celeste è fisicamente abusata da suo marito Perry, un ricco banchiere. Jane sta cercando di rintracciare il padre di Ziggy, con il quale ha passato una notte ubriaca conclusasi con uno stupro. A peggiorare le cose per lei, Ziggy è accusato di bullismo nei confronti di un compagno di classe al suo primo giorno di scuola.
Con il passare dei mesi, le tre diventano più intime e Jane confida la sua esperienza con le altre donne. Grazie alle informazioni date da Jane, Celeste e Madeline si rendono conto che il padre è il cugino di Perry, Saxon Banks, ma decidono di nasconderlo a Jane, per ora. Nel frattempo, il matrimonio di Celeste diventa ancora più violento e lei comincia a incontrare un consulente e compra una nuova casa per se stessa, senza dirlo a Perry. Ziggy è di nuovo accusato di intimidire il suo compagno di classe, anche se lui nega.
La notte della serata Trivia al Pirriwee, Josh dice a Celeste che è Max, non Ziggy, che perseguita gli altri bambini. Celeste allora si rende conto che Max sta imitando il comportamento di Perry e infine decide di lasciarlo. Perry comprende la nuova situazione e la coppia, pur essendo scossa, va ancora alla serata.
Una volta raggiunta la scuola, Jane vede Perry e si rende conto che lui è, in effetti, Saxon Banks e lo affronta di fronte a Madeline, Celeste e gli altri. Celeste ricorda i racconti d'infanzia di Perry, dove usava il nome di suo cugino per evitare guai per se stesso. Perry ammette di aver violentato Jane, ma non mostra alcun rimorso verso di lei. Nella discussione che segue tra di loro, Perry colpisce Celeste. Infuriata per ciò a cui ha assistito, Bonnie lo colpisce facendolo mortalmente cadere dal balcone.
In seguito alla caduta, Madeline scopre che Bonnie aveva un padre violento e, vedendo la violenza di Perry, riporta alla memoria tutti i suoi brutti ricordi. Tutti sul balcone decidono di mentire per proteggerla. Eppure Bonnie si consegna agli agenti, ma viene condannata a sole 200 ore di servizio alla comunità. Un anno dopo la morte di Perry, Celeste lavora in uno studio legale di famiglia e istituisce un fondo per sostenere Ziggy. Parla pubblicamente degli abusi subiti, iniziando il suo discorso con: "Questo può accadere a chiunque".

## Scrittrice
L'ispirazione principale di Moriarty per la storia è venuta da un'intervista radiofonica che ha sentito in cui una donna raccontava gli abusi ripetuti dei suoi genitori. La donna ha raccontato di come, anche da adulta, si nascondesse sotto il letto per sfuggire alle violenze dei suoi genitori, un'esperienza che Moriarty finisce per usare in una scena nel libro. Inizialmente, l'opera era un racconto in prima persona di ciascuno dei tre personaggi principali, ma ben presto Moriarty ha abbandonato tale forma narrativa, inserendo anche considerazioni dei personaggi minori tra le parti della storia.

## Accoglienza
Big Little Lies è stato generalmente ben accolto dalla critica, che ha elogiato l'equilibrio del libro tra l'umorismo e le tematiche più gravi come l'abuso domestico. Janet Maslin di The New York Times ha scritto: "Un libro apparentemente leggero che improvvisamente vira verso realtà peccaminose, in maniera ancora più potente del precedente libro della scrittrice I segreti di mio marito (The Husband's Secret)."  Roberta Bernstein di USA Today  ha dato tre stelle su quattro, ritenendolo "una divertente, coinvolgente e, a volte, inquietante lettura, anche se i personaggi sono più boriosi delle persone reali." Leah Greenblatt di Entertainment Weekly ha dato una A e ha osservato che, mentre il libro rientra nella categoria Chick lit, Moriarty offre tuttavia "intuizioni che non sono meno sagge o divertenti o vere solo perché a volte adotta una metafora sullo champagne o si sofferma con la storia sui dettagli di una scarpa."  Carol Memmott di The Washington Post è d'accordo, scrivendo: "Prende una posizione forte contro la violenza domestica anche se fa ridere agli adulti la cui sciocca festa in costume  sembra più simile ad una danza di scuola media." 

## Adattamento televisivo
Un adattamento televisivo del romanzo è stato prodotto da HBO con il titolo Big Little Lies - Piccole grandi bugie, girato in esterni a Monterey, California, e trasmesso dal 19 febbraio al 2 aprile 2017 su HBO. Protagonisti della mini-serie sono Nicole Kidman, Reese Witherspoon, Alexander Skarsgard, Adam Scott, Laura Dern, Shailene Woodley e Zoe Kravitz.

## Edizioni
- Liane Moriarty, Big Little Lies, New York, G. P. Putnam's Sons, 2014 ISBN 978-0399167065
- Liane Moriarty, Piccole grandi bugie, Milano, Mondadori, 2017 traduzione di Enrica Budetta ISBN 978-8804659518